# Средно Шел
Средно Шел или книжовно Средно село (на гръцки: Κεντρικό Βέρμιο, старо Κεντρικό Σέλι) е бивше село в Република Гърция, дем Негуш, област Централна Македония.

## География
Селото е било разположено високо в източните части на планината Каракамен (Негуш планина или Дурла, на гръцки Вермио), югозападно от демовия център Негуш (Науса), между Долно Шел и Горно Шел.

## История
Селото взима активно участие в Негушкото въстание в 1822 година. При потушаването на въстанието войските на Лобут паша го сриват до земята и то не е повече възстановено като постоянно селище. Лятно време се използва от власи скотовъдци, но с упадъка на номадския начин на живот и преселването на власите в градовете, е запуснато.